# Thomas Mikkelsen
Thomas Mikkelsen, född 19 januari 1990 i Tønder, är en dansk fotbollsspelare som spelar som anfallare i Breiðablik.